# Jean-Pierre Viquesnel-Delaunay
Pour les articles homonymes, voir Viquesnel et Delaunay.
Jean-Pierre Viquesnel-Delaunay est un homme politique français, né à Senlis le 1er juillet 1741, et décédé le 23 juin 1804 dans cette même ville.

## Biographie
Vice-président du district de Senlis, il est élu représentant de l'Oise à l’Assemblée législative du 5 septembre 1791 au 20 septembre 1792 sous l'étiquette « Majorité réformatrice », et participa aux comités d’inspection, puis des assignats, mais ne joua qu'un rôle très secondaire dans la majorité.
En 1797, il est élu Haut-Juré du département de Seine-et-Marne puis, l’année suivante, administrateur du département de l’Oise.
Après le 18 Brumaire, il abandonna toute activité politique et publique.